# Jessica Boehrs
Jessica Boehrs (Magdeburgo, 5 marzo 1980) è un'attrice e cantante tedesca.
Cantante del gruppo vocal trance "Novaspace", molte loro canzoni hanno scalato le posizioni nelle Hit parade tedesche.

## Carriera

### Gli inizi
Jessica Boehrs comincia a lavorare all'età di 13 anni come attrice. In seguito recitò piccole parti in serie TV o film per la televisione. Risale al 1996 il suo primo brano musicale JessVaness, così come la comparsa come corista per il gruppo musicale Caught in the Act e la girl band Tic Tac Toe. Riscosse i primi successi e si assicurò anche le prime registrazioni in studio. Cantò tra le altre cose nel coro di Laura.

### Carriera neiNovaspace
Nel 2002 incontra il produttore di musica Felix Gauder, originario di Stoccarda, che avrebbe creato i Novaspace. Il primo singolo, Time after Time, originariamente di Cyndi Lauper, raggiunse la posizione 6 della classifica tedesca. Seguirono altre cover e nel 2003, finalmente, il primo album Supernova. Nel 2004 esce il secondo album, prodotto da Claude Nova e Fabienne Space, dal titolo Cubes, contenente molte canzoni di cui la Boehrs è autrice, al contrario del precedente.
Vi si possono trovare anche cover come:Run To You, Beds Are Burning e So Lonely originariamente di Bryan Adams, Midnight Oil e The Police. Tutti e tre i singoli raggiunsero la vetta della classifica tedesca. Beds Are Burning fu la canzone di maggior successo nella carriera dei Novaspace. La Hit So Lonely uscì negli USA, ma si piazzò mediocremente in classifica. Risale al 2 giugno 2006, il terzo album, DJ Edition.

### Film e televisione
Jessica Boehrs recitò nelle serie: Die Wagenfelds, Der Bulle von Tölz, Die Wache, SOKO 5113 oder Die Rote Meile. Nel 2003 vestì i panni di Melanie Neuhaus nella soap opera di ARD Marienhof. Nello stesso anno ottenne una parte nella produzione della Dreamworks-Produktion EuroTrip: nel film interpretò Mieke, l'amica di penna tedesca del protagonista Scott, che crede invece si tratti di un maschio (Mike). La Boehrs ha recitato nella serie di ZDF Un amore sul lago di Garda, così come anche nella serie Schloss Einstein veste i panni della istruttrice Nina. Ha partecipato inoltre, in coppia con il marito, alla serie televisiva La nave dei sogni - Viaggio di nozze.

## Vita privata
Boehrs vive a Monaco di Baviera e Potsdam ed è stata sposata con l'attore Marcus Grüsser dal luglio 2010. Nel marzo 2015 è diventata nota la separazione della coppia.
Nel settembre 2015 ha dato alla luce un figlio.

## Discografia
- 2002 – Supernova
- 2004 – Cubes
- 2006 – DJ Edition

## Filmografia

### Cinema
- EuroTrip (2004)
- The Sugar Creek Killer (2006)

### Televisione
- Die Kreuzfahrt – serie TV (1995)
- Julia - Kämpfe für deine Träume! – serie TV (1998)
- Unschuldige Biester – serie TV (1999)
- Die Rote Meile – serie TV, 1 episodio (1999)
- SOKO 5113 – serie TV, 1 episodio (2000)
- Marienhof – serial TV, 12 puntate (2003)
- Die Familienanwältin – serie TV, 1 episodi (2006)
- Rosamunde Pilcher - L'amore della sua vita – film TV (2006)
- Schloss Einstein – serie TV, 1 episodio (2006)
- Un amore sul lago di Garda (Eine Liebe am Gardasee) – serie TV, 9 episodi (2006)
- Im Tal der wilden Rosen – serie TV, 1 episodio (2007)
- Tempesta d'amore (Sturm der liebe) – serial TV (2008)
- Crociere di Nozze Dubai (Hochzeitsreise Nach Dubai) - film TV (2014)

## Doppiatrici italiane
Nelle versioni in italiano dei suoi film, Jessica Boehrs è stata doppiata da:
- Valentina Mari: Rosamunde Pilcher - L'amore della sua vita, EuroTrip
- Federica De Bortoli: Un amore sul Lago di Garda
- Sonia Mazza: Tempesta d'amore